# Carex atractodes
Espèce
Classification phylogénétique
Carex atractodes est une espèce de plantes du genre Carex et de la famille des Cyperaceae.